# 기도 고키
기도 고키(일본어: 木戸 皓貴, 1995년 6월 28일~)는 일본의 축구 선수이다.

## 구단 경력
그는 2018년 J2리그의 아비스파 후쿠오카에 입단했다. 2020년까지 67경기에 출전하여, 5득점을 넣었다. 2021년 몬테디오 야마가타로 이적했고, 2년동안 팀에서 뛰었다. 2023년부터 2024년까지 일본 풋볼 리그의 라인미어 아오모리와 베어틴 미에에서 뛰었다.